# Albert-Ernest Carrier-Belleuse

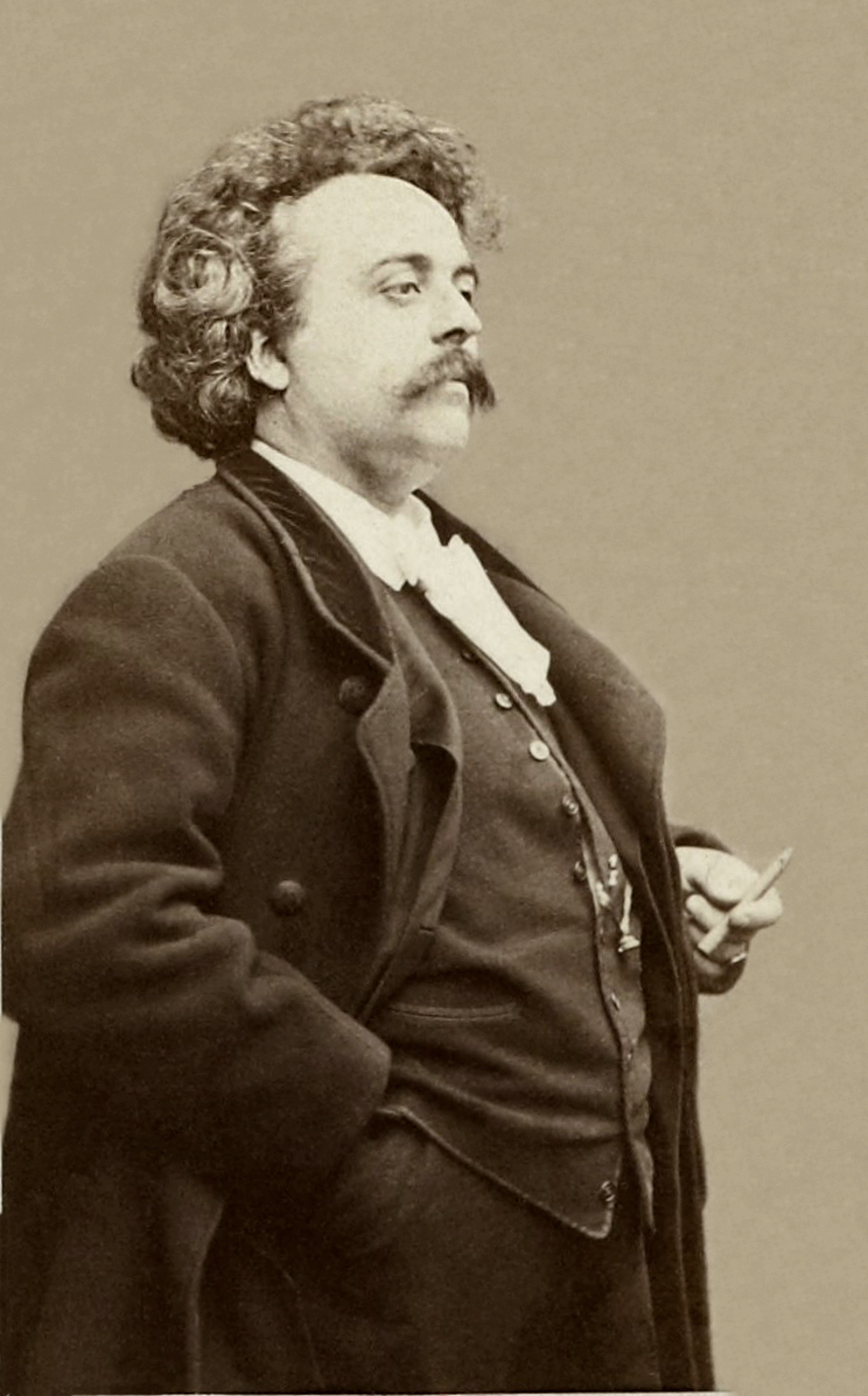
Carrier-Belleuse, 1864

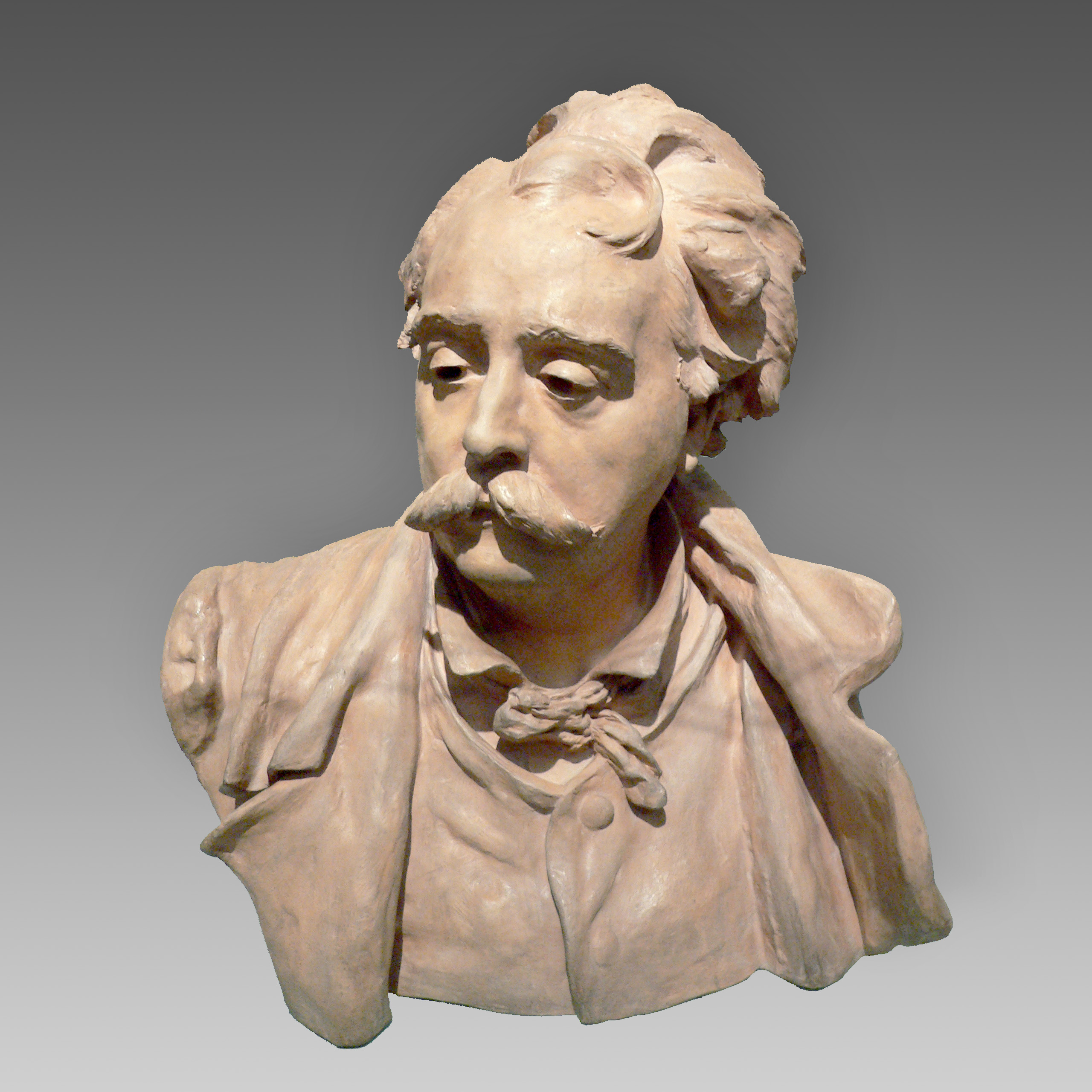
Bustul lui Albert-Ernest Carrier-Belleuse realizat în 1882 de Auguste Rodin

Albert-Ernest Carrier-Belleuse (n. 12 iunie 1824, Anizy-le-Château – d. 4 iunie 1887, Sèvres) a fost un sculptor și pictor francez, elev al lui David d’Angers și profesor al lui Auguste Rodin. Este considerat unul din artiștii cei mai prolifici și versatili ai epocii sale. Se inspiră din stilurile Renașterii și cele ale sec. al XVII-lea.
În 1874 a creat Statuia lui Mihai Viteazul din București.
1. ↑  Albert-Ernest Carrier-Belleuse, KulturNav, accesat în 9 octombrie 2017
2. ↑  Albert-Ernest Carrier-Belleuse, Mapping the Practice and Profession of Sculpture in Britain and Ireland 1851–1951, accesat în 9 octombrie 2017
3. 1 2  Albert-Ernest Carrier-Belleuse [Carrier], Carrier-Belleuse [Carrier], Albert-Ernest[*]
4. ↑  Albert-Ernest Carrier-Belleuse, Nationalmuseum, accesat în 9 octombrie 2017
5. ↑  DE BELLEUSE Albert-Ernest dit Carrier-Belleuse Carrier (în franceză), annuaire prosopographique: la France savante
6. 1 2 3 4  Carrier-Belleuse, Albert-Ernest (în engleză), Oxford Art Online, accesat în 14 decembrie 2016
7. ↑  Albert Ernest Carrier-Belleuse, Autoritatea BnF
8. ↑  Albert-Ernest Carrier-Belleuse (în engleză), RKDartists
9. ↑  Albert Ernest Carrier-Belleuse (în engleză), Carrier-Belleuse, Albert Ernest[*]
10. ↑  Konstnärslistan (Nationalmuseum)[*], 12 februarie 2016 Verificați valoarea |titlelink= (ajutor);
11. ↑  Autoritatea BnF, accesat în 10 octombrie 2015